# Euptychia westwoodii
Euptychia westwoodii är en fjärilsart som beskrevs av Butler 1866. Euptychia westwoodii ingår i släktet Euptychia och familjen praktfjärilar. Inga underarter finns listade i Catalogue of Life.